# آناستازیا مرکوشینا
آناستازیا مرکوشینا (انگلیسی: Anastasiya Merkushyna؛ زادهٔ ۱۴ ژانویهٔ ۱۹۹۵) ورزشکار دوگانه اهل اوکراین است. او همچنین از ورزشکاران دوگانه در بازی‌های المپیک زمستانی ۲۰۱۸ بوده است.